# Марія Антоніна Кратохвіль
Марія Антоніна Кратохвиль (пол. Maria Antonina Kratochwil; 21 серпня 1881 — 7 жовтня 1942) — черниця католицької церкви, беатифікована Папою Іваном Павлом II як одна із 108 мучеників Другої світової війни. Вона намагалася допомогти євреям вижити під час Голокосту. Належала до шкільних Сестер Нотр — Дам, які проживали в регіоні «східних кресів» польської Другої республіки до початку Другої світової війни; її заарештували разом з черницями німці-нацисти через рік після операції «Барбароса» 1941 року за антинацистську діяльність. У в'язниці її жорстоко побили, вона захворіла на тиф і померла після її звільнення.

## Життєпис
Марія Антоніна народилася у Вітковицях поблизу Острави, куди її батьки прибули в 1879 р. з Венгерської Гурки в Австрійській перегородці в пошуках засобів до існування; її батько працював у ливарному цеху. У 1885 р. її родина повернулася до рідного міста матері у Вєнгерську Гурку, поруч із Живцем, і оселилася неподалік від Бельсько-Бяла.
У 1901 р. Марія Антоніна вступила до конгрегації шкільних сестер Нотр-Дам, всесвітнього римо-католицького ордену, присвяченого забезпеченню початкової, середньої та після-середньої освіти. Вона склала іспити на зрілість у 1906 р. і стала визнаною сестрою-монахинею. За десять років до відродження суверенної Польщі Кратохвілю відправляли до Карвіни поблизу Цешина викладати в польській початковій школі двічі: між 1906—1909 рр. та 1910—1917 рр.. Вже в незалежній Польщі вона оселилася у м. Львові, де викладала до 1925 р.. Вона працювала директором католицької школи-інтернату в 1925—1932 рр.; переїхала до міста Тлумач для підготовки інших сестер як вчительок та повернулася до м. Львова, де її призначили бути директором школи для кандидатів у монашество у 1931—1939 рр..

### Друга світова війна
Після вторгнення СРСР до Польщі на початку Другої світової війни органи НКВС СРСР закрили польські школи у м. Львові та не давали працювати сестрам-черницям. Марія Антоніна переїхала разом зі своїми черницями до Микуличина в грудні 1939 р. (або лютому 1940 р.). Радянська влада здійснювала напади на католицький монастир у Микуличині, потім влада СРСР націоналізувала його та вислала з нього черниць; їм було заборонено дотримуватися своїх релігійних звичок. Львів був захоплений Третім Рейхом у червні 1941 р., як початок реалізації плану «Барбароса». Через рік монахиня Кратохвіль була заарештована Гестапо 9 липня 1942 р. разом із шістьма іншими монахинями та кинута до в'язниці в м. Станиславові (нинішнє м. Івано-Франківськ), столиці «монашої католицької провінції» з численним польсько-єврейським населенням, захопленим у Станиславському гето. Черниць тримали в камері з десятками інших жінок. Сестра Кратохвіль виступала проти жорстокого поводження з єврейськими жінками-в'язнями в установі Гестапо, ким керував один з організаторів Голокосту хауптштурмфюрер СС Ганс Крюгер. Як покарання за «зухвалість», Кратохвіль зазнала жорстокого побиття. Повернувшись до тюремної камери вся закривавлена, вона вже не могла лежати на спині. Шість сестер-черниць були звільнені наприкінці вересня 1942 р., після тижнів допитів. Марія Антоніна померла від поранень 2 жовтня 1942 р. у лікарні за п'ять днів після звільнення з в'язниці. Похована на Сапіжинському цвинтарі у Станиславові. Сестра Кратохвіль була оголошена на 3-й міжнародній зустрічі Шалом покровителькою цього заходу, що відбувся в Сальвадорі в серпні 2000 р.. Про її життя у 2001 р. вийшла коротка книга.
Витримуючи нелюдські умови (голод, побиття, катування, глузування), вона свідчила про християнську любов, віру та прощення; вона утішала своїх сестер-черниць та непритомних в'язнів. Через п'ять днів після звільнення з в'язниці вона померла від наслідків катувань та хвороби на тиф